# Bad Things (Jace Everett)
Bad Things è un singolo del cantautore Jace Everett, incluso nel suo eponimo album di debutto Jace Everett e pubblicato negli Stati Uniti d'America nel 2006.
Nel 2008 il brano è stato scelto come colonna sonora della serie televisiva della HBO True Blood, acquista fama internazionale, tanto da essere ripubblicato l'anno successivo. Il brano è stato incluso nella prima compilation tratta dalla serie TV.
Del singolo è stato realizzato un videoclip per la regia di Kristin Barlowe.

## Tracce
1. Bad Things – 2:44